# Ehrlichsches Gestift
Das Ehrlichsche Gestift war eine vom Kaufmann und Ratsherrn Johann Georg Ehrlich 1742 in Dresden begründete Stiftung. Sie besteht als Ehrlichsche Schul- und Armenstiftung Dresden weiter.

## Geschichte

### Entstehung und Entwicklung
Johann George Ehrlich beschloss 1739, aus dem Großteil seines Vermögens eine Schul- und Armenstiftung zu begründen. Er erwarb ein Grundstück vor dem Wilsdruffer Tor für den Bau von Schulhaus und Wohnungen für 50 Mädchen und 50 Jungen.
An seinem 66. Geburtstag, dem 13. Oktober 1742, errichtete Ehrlich seine Stiftung. Die Eröffnung der Schule erlebte er nicht mehr: Ehrlich starb am 8. Februar 1743 und wurde auf dem alten Johannisfriedhof in der Pirnaischen Vorstadt beigesetzt. Das „Ehrlichsche Gestift“ wurde zwölf Tage nach seiner Beerdigung am 24. Februar 1743 von seinem Sohn Johann Gotthold Ehrlich eingeweiht. 
Ehrlich hatte verfügt, dass weiteren armen Kindern und 100 bedürftigen Bürgern aus Dresden einmal wöchentlich eine christliche Andacht und ein Mahlzeit ermöglicht werden sollte. Zum Unterhalt der Schüler, Lehrer und Bedürftigen hatte er in der Pirnaischen Vorstadt Ländereien mit einem Vorwerk gekauft. So entstand das „Armen-Schulgut“.
Auf dem Gelände des Vorwerks in der Pirnaischen Vorstadt entstanden von 1880 bis 1912 drei neue Gebäude des Ehrlichschen Gestifts und deren Stiftskirche; 1880 wurde das Schulgebäude und 1894 das Erziehungshaus errichtet.
Das neue Erziehungshaus, entworfen von Stadtbaurat Hans Erlwein, wurde 1912 eingeweiht. Die drei Gebäude waren mit einem Gang verbunden. Im Osten des Geländes stand die 1904 bis 1907 von Karl Emil Scherz erbaute Stiftskirche. Diese vier Gebäude bildeten zwischen Stübel Platz (Straßburger Platz) – Eliasstraße (Güntzstraße) – Seidnitzer Straße – Blochmannstraße – und Grunaer Straße eine Art Viereck um einen geräumigen Park für Sport und Spiel. 
Zur Stiftung gehörte weiterhin ein Erholungsheim in Dresden-Bühlau und eine Sozialkasse für Bedürftige, die 1936 aufgelöst wurde. Das Kindergärtnerinnen-Seminar am Ehrlichschen Gestift bestand bis 1941.

### 1933 bis 1997
Nach der Machtübernahme durch die Nationalsozialisten 1933 begann eine Umstrukturierung der schulischen Ausbildung im Sinne des NS-Systems. Auch übernahm Dresdens Stadtamt die Verwaltung von Oberschule und Internat: Die Leitung hatte ein Vertreter der Stadt; ein Theologe durfte nicht mehr an der Spitze stehen.
Die Zeit der Stiftung im ursprünglichen Sinn endete Ostern 1936 mit dem Rücktritt des Stiftsdirektors Dr. Frank Ludwig. Eine deutsche Oberschule mit Internat wurde eingerichtet, die christlich bestimmte Hausordnung wurde von Grundsätzen der nationalsozialistischen Weltanschauung ersetzt.
Das Bombardement auf Dresden am 13. Februar 1945 beschädigte die Gebäude des Gestifts und die Kirche; die Kirche wurde 1951 – nun unter den politischen Gegebenheiten von DDR und SED – abgerissen. Den ausgebrannten Erlwein-Bau an der Blochmannstraße 2 baute man vereinfacht wieder auf, er diente der Musikhochschule als Lehrgebäude. 1960 wurde die Stiftung von der DDR enteignet und das Vermögen in Volkseigentum überführt.
Das Regierungspräsidium Dresden stellte 1997 den Fortbestand der Ehrlichschen Schul- und Armenstiftung fest, diese erhielt per Rückübertragung das Schulgebäude. Auch wurde der Ehrlichschülerverein nach 1990 in Dresden wieder aktiv.

## Aufgaben
Die Stiftung bestand aus zwei Teilen: Unterstützung von erwachsenen Armen mit wöchentlichen Brotspenden sowie Fürsorge für arme Kinder. Dabei wurden einhundert Kinder, je fünfzig Jungen und Mädchen, in einer Schule unterrichtet und verpflegt. Zwei Lehrer unterrichteten die Kinder in Religion, Lesen, Schreiben und Rechnen.

## Einrichtungen

### Schulgut und Schulgebäude
Das Schulgut des Ehrlichschen Gestifts befand sich am Blasewitzer Schlag. Am Rampischen Schlag verfügte das Gestift über drei Gärten.
Das Schulgebäude befand sich ursprünglich in der Nähe des Freiberger Platzes an der später nach dem Gestift benannten Stiftsstraße (heutige Alfred-Althus-Straße). Im Oktober 1880 kam die Schule in einem neuen Schulgebäude in der Blochmannstraße in der Nähe des heutigen Straßburger Platzes unter. Im Jahr 1912 wurde das Schulgebäude erweitert. Das Ehrlichsche Gestift wurde 1921 in eine Volksschule umgewandelt. Bei den Luftangriffen auf Dresden im Februar 1945 wurde das Schulgebäude stark beschädigt und 1951 verändert wieder aufgebaut. Das Gebäude in der Blochmannstraße, Ecke Grunaer Straße, wurde bis 1981 von der Musikhochschule Carl Maria von Weber genutzt.

### Stiftskirchen

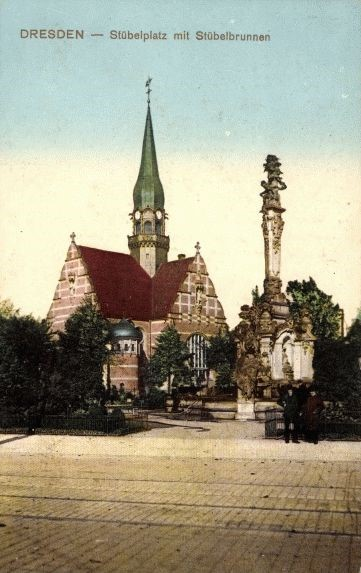
Ehrlichsche Gestiftskirche 1918 mit Stübelbrunnen

Zum Ehrlichschen Gestift gehörte auch eine Stiftskirche. Anfangs nutzte man die Lazarettkapelle längs dem Pichplatz, dem heutigen Wettiner Platz, zwischen Grüner Gasse und Schützengasse. Die Kapelle, die zum Pesthaus gehörte, war ein einem Wohnhaus ähnlicher Bau. Das aus einer einfachen Betstube entstandene Gebäude wurde 1702 erstmals erweitert. Im Jahr 1732 erfolgte ein weiterer Anbau. Johann Georg Ehrlich ließ 1738 das Gebäude erhöhen und die Emporen ausgestalten. Die Kirche wurde 1897 für den Bau der Jakobikirche abgerissen.
Auf dem Schulgelände wurde daraufhin ab 1907 eine eigene Gestiftskirche errichtet, die 1945 teilzerstört wurde. Ein Wiederaufbau und mögliche Nutzung seitens der Musikhochschule wäre möglich gewesen, doch die Kirchenruine wurde 1951 gesprengt. Das Taufbecken und das Gestühl wurden in die wiederaufgebaute Thomaskirche auf der Bodenbacher Straße in Gruna überführt.

## Gegenwart
Die Ehrlichsche Schul- und Armenstiftung Dresden – 1960 von der DDR enteignet – erstand wieder in den 1990er Jahren; sie dient wieder den Ehrlichschen Zwecken.